# Ronald Spelbos
Ronald Spelbos (Utrecht, 8 juli 1954) is een Nederlands voormalig profvoetballer en voetbaltrainer, die als speler bij zowel AZ'67 (1974-1982) als Ajax (1984-1988) vier prijzen won. Spelbos kwam eenentwintig maal voor het Nederlands elftal uit.

## Carrière

### Als speler
Ronald Spelbos kwam in de zomer van 1971 van de Utrechtse amateurvereniging Velox naar het Amersfoortse HVC, dat uitkwam in de Eerste divisie. In juli 1973 ging HVC verder als SC Amersfoort.
Half 1974 verruilde Spelbos SC Amersfoort voor AZ'67 in Alkmaar in de Eredivisie. AZ betaalde ongeveer 100.000 gulden voor de 1 meter 92 lange voorstopper en AZ was in het voorgaande seizoen 1973/74 als zevende van de achttiende clubs in de Eredivisie geëindigd. Spelbos kwam tot half 1982 uit voor AZ. Hij speelde met de club in de UEFA Cup en Europacup II. Spelbos maakte zes topseizoenen mee bij AZ´67, waarin de club steeds bij de beste vier in de competitie eindigde (1976/77-1981/82), de eerste twee seizoenen onder trainer en manager Hans Kraay sr. en de laatste vier seizoenen onder trainer George Kessler. De eerste keer dat AZ'67 Europacup-voetbal speelde was in het seizoen 1977/78. In het seizoen 1979/80 zat AZ'67 al dicht tegen een landskampioenschap aan, maar Ajax werd eerste en AZ eindigde als tweede. In het beste seizoen 1980/81 werd Spelbos met AZ'67 landskampioen en bekerwinnaar van Nederland en verliezend finalist in de UEFA Cup (doelsaldi: competitie +71 (101-30), beker +15, UEFA Cup +21, totaal +107!) Het daaropvolgende seizoen kwam de ploeg uit in de Europacup I, waarin het in de tweede ronde werd uitgeschakeld door Liverpool FC. Bij AZ speelde Spelbos met spelers als centrumverdediger John Metgod, de middenvelders Peter Arntz, Jan Peters en Kristen Nygaard, en de aanvallers Kurt Welzl, Kees Kist en Pier Tol. De trainer in het kampioensjaar 1980/81 was Georg Kessler (1978/79-1981/82).
Met Kessler vertrok Spelbos half 1982 naar het Belgische Club Brugge. In twee seizoenen scoorde hij elf keer in de competitie in 62 duels, gemiddeld ruim 1 goal per 6 duels, opmerkelijk voor een centrumverdediger.
Op 30 april 1984 tekende hij een contract voor het daaropvolgende seizoen bij Ajax in Amsterdam. De club werd in seizoen 1984/85 landskampioen, in 1985/86 tweede ondanks een torenhoog doelsaldo van +85 (120-35) in de competitie en in seizoen 1986/87 tweede in de competitie en winnaar van de Europacup II. Ook werden twee KNVB bekers gewonnen in 1985/86 en 1986/87. Bij Ajax speelde Spelbos samen met onder anderen Hans Galjé, Stanley Menzo, Sonny Silooy, Frank Rijkaard, Gerald Vanenburg, Ronald Koeman, Felix Gasselich, John van 't Schip, Marco van Basten, John Bosman, Rob de Wit en iets later ook met Aron Winter, Arnold Scholten en Rob Witschge. Als trainers maakte hij Aad de Mos, Spitz Kohn en Johan Cruijff mee. (Assistent-)trainer Spitz Kohn noemde hem "Spellie". Spelbos was een harde verdediger, wiens sterkste punten waren: lengte (192 cm), koppen, slidings, lange passes à la Ruud Krol. Onder trainer Cruijff was Spelbos vanaf 1985 technisch en tactisch nog beter geworden en aanvallender gaan spelen. Net als bij Club Brugge, scoorde Spelbos bij Ajax gemiddeld 1 goal per 6 duels, 14 goals in 86 duels. In maart 1988 maakte Spelbos bekend dat hij zijn profloopbaan ging beëindigen. Wegens knieproblemen stelde hij zich enkel nog beschikbaar voor de wedstrijden tegen Olympique Marseille in de halve finale van de Europacup II, maar ook in deze duels en in de verloren finale tegen KV Mechelen kwam hij niet binnen de lijnen. Ook dit seizoen 1987/88 finishte Ajax als tweede achter PSV, zij het ditmaal met een zeer grote achterstand.
In seizoen 1988/89 kwam Spelbos uit voor amateurvereniging DOVO.

### Nederlands elftal
Spelbos debuteerde op 10 september 1980 onder bondscoach Jan Zwartkruis in het Nederlands elftal, in een met 2–1 verloren uitwedstrijd tegen Ierland, net als Joop Hiele, Jan van Deinsen (beiden Feyenoord) en Toine van Mierlo (Willem II). In totaal zou Spelbos eenentwintig interlands spelen, waarin hij een keer scoorde. In zijn laatste wedstrijd voor Oranje, op 28 oktober 1987 tegen Cyprus, maakte hij een van de acht doelpunten. Spelbos was kandidaat om deel uit te maken van de selectie voor het Europees kampioenschap voetbal 1988, maar moest door zijn knieblessure en de daaropvolgende beslissing zijn loopbaan te beëindigen reeds in een vroeg stadium afzeggen voor het toernooi.
| Interlands van Ronald Spelbos voor Nederland | Interlands van Ronald Spelbos voor Nederland | Interlands van Ronald Spelbos voor Nederland | Interlands van Ronald Spelbos voor Nederland | Interlands van Ronald Spelbos voor Nederland | Interlands van Ronald Spelbos voor Nederland |
| №                                            | Datum                                        | Wedstrijd                                    | Uitslag                                      | Competitie                                   | Goals                                        |
| Als speler van AZ'67                         | Als speler van AZ'67                         | Als speler van AZ'67                         | Als speler van AZ'67                         | Als speler van AZ'67                         | Als speler van AZ'67                         |
| -------------------------------------------- | -------------------------------------------- | -------------------------------------------- | -------------------------------------------- | -------------------------------------------- | -------------------------------------------- |
| 1                                            | 10 september 1980                            | Ierland – Nederland                          | 2 – 1                                        | WK-kwalificatie                              | 0                                            |
| 2                                            | 11 oktober 1980                              | Nederland – West-Duitsland                   | 1 – 1                                        | Vriendschappelijk                            | 0                                            |
| 3                                            | 30 december 1980                             | Uruguay – Nederland                          | 2 – 0                                        | Mundialito                                   | 0                                            |
| 4                                            | 22 februari 1981                             | Nederland – Cyprus                           | 3 – 0                                        | WK-kwalificatie                              | 0                                            |
| 5                                            | 23 maart 1982                                | Schotland – Nederland                        | 2 – 1                                        | Vriendschappelijk                            | 0                                            |
| Als speler van Club Brugge                   |                                              |                                              |                                              |                                              |                                              |
| 6                                            | 22 september 1982                            | Nederland – Ierland                          | 2 – 1                                        | EK-kwalificatie                              | 0                                            |
| 7                                            | 10 november 1982                             | Nederland – Frankrijk                        | 1 – 2                                        | Vriendschappelijk                            | 0                                            |
| 8                                            | 16 februari 1983                             | Spanje – Nederland                           | 1 – 0                                        | EK-kwalificatie                              | 0                                            |
| 9                                            | 27 april 1983                                | Nederland – Zweden                           | 0 – 3                                        | Vriendschappelijk                            | 0                                            |
| Als speler van Ajax                          |                                              |                                              |                                              |                                              |                                              |
| 10                                           | 17 oktober 1984                              | Nederland – Hongarije                        | 1 – 2                                        | WK-kwalificatie                              | 0                                            |
| 11                                           | 14 november 1984                             | Oostenrijk – Nederland                       | 1 – 0                                        | WK-kwalificatie                              | 0                                            |
| 12                                           | 23 december 1984                             | Cyprus – Nederland                           | 0 – 1                                        | WK-kwalificatie                              | 0                                            |
| 13                                           | 16 oktober 1985                              | België – Nederland                           | 1 – 0                                        | WK-kwalificatie                              | 0                                            |
| 14                                           | 20 november 1985                             | Nederland – België                           | 2 – 1                                        | WK-kwalificatie                              | 0                                            |
| 15                                           | 15 oktober 1986                              | Hongarije – Nederland                        | 0 – 1                                        | EK-kwalificatie                              | 0                                            |
| 16                                           | 19 november 1986                             | Nederland – Polen                            | 0 – 0                                        | EK-kwalificatie                              | 0                                            |
| 17                                           | 21 december 1986                             | Cyprus – Nederland                           | 0 – 2                                        | EK-kwalificatie                              | 0                                            |
| 18                                           | 21 januari 1987                              | Spanje – Nederland                           | 1 – 1                                        | Vriendschappelijk                            | 0                                            |
| 19                                           | 25 maart 1987                                | Nederland – Griekenland                      | 1 – 1                                        | EK-kwalificatie                              | 0                                            |
| 20                                           | 14 oktober 1987                              | Polen – Nederland                            | 0 – 2                                        | EK-kwalificatie                              | 0                                            |
| 21                                           | 28 oktober 1987                              | Nederland – Cyprus                           | 8 – 0                                        | EK-kwalificatie                              | Goal                                         |

### Als trainer
Na zijn carrière als voetballer was Spelbos van 1989 tot 1992 als assistent van hoofdtrainer Theo Vonk in dienst van FC Twente. In januari 1993 werd hij trainer van NAC, dat hij in het seizoen 1992/93 als opvolger van de met hartklachten kampende Piet de Visser naar het kampioenschap van de Eerste Divisie loodste. In de twee seizoenen daarop behaalde de club respectievelijk een zevende en een tiende plaats in de Eredivisie. In 1995 werd hij opgevolgd door Wim Rijsbergen en vertrok naar Vitesse. Daar werd Spelbos vanwege tegenvallende prestaties hetzelfde seizoen nog ontslagen, om het daaropvolgende jaar terug te keren naar zijn geboorteplaats. Bij FC Utrecht behaalde hij de twaalfde plaats op de eindranglijst en werd in 1997 vervangen door Nol de Ruiter. Vervolgens zou hij in het seizoen 1998/99 opnieuw hoofdtrainer zijn bij NAC Breda. De club werd laatste (achttiende), ondanks een minder slecht doelsaldo dan dat van de nummers 14 tot en met 17, en Spelbos moest weg.
Eind jaren negentig was Spelbos als analist verbonden aan NOS Studio Sport. Daarna werkte hij als gastspreker en als docent trainersopleidingen bij de KNVB. Vanaf 1998 tot 2020 was hij Hoofdscout bij de KNVB.

### Persoonlijk
Ronald Spelbos is getrouwd en heeft twee kinderen.

## Clubstatistieken
| Seizoen   | Club          | Wedstr. (Doelp.) | Competitie     | Eindklassering |
| --------- | ------------- | ---------------- | -------------- | -------------- |
| 1971-1972 | HVC           | 6                | Eerste divisie | 9              |
| 1972-1973 | HVC           |                  | Eerste divisie | 16             |
| 1973-1974 | SC Amersfoort | 38 (4)           | Eerste divisie | 14             |
| 1974-1975 | AZ '67        | 21 (0)           | Eredivisie     | 5              |
| 1975-1976 | AZ '67        | 27 (1)           | Eredivisie     | 5              |
| 1976-1977 | AZ '67        | 29 (1)           | Eredivisie     | 3              |
| 1977-1978 | AZ '67        | 34 (2)           | Eredivisie     | 3              |
| 1978-1979 | AZ '67        | 30 (1)           | Eredivisie     | 4              |
| 1979-1980 | AZ '67        | 31 (1)           | Eredivisie     | 2              |
| 1980-1981 | AZ '67        | 14 (1)           | Eredivisie     | 1              |
| 1981-1982 | AZ '67        | 27 (0)           | Eredivisie     | 3              |
| 1982-1983 | Club Brugge   | 33 (5)           | Eerste Klasse  | 5              |
| 1983-1984 | Club Brugge   | 29 (6)           | Eerste Klasse  | 3              |
| 1984-1985 | AFC Ajax      | 25 (7)           | Eredivisie     | 1              |
| 1985-1986 | AFC Ajax      | 28 (4)           | Eredivisie     | 2              |
| 1986-1987 | AFC Ajax      | 18 (1)           | Eredivisie     | 2              |
| 1987-1988 | AFC Ajax      | 15 (2)           | Eredivisie     | 2              |
| Totaal    |               | 541 (43)         |                |                |

## Erelijst
| Competitie                |        |                           |    |    |
| Competitie                | Aantal | Jaren                     |    |    |
| AZ                        | AZ     | AZ                        | AZ | AZ |
| ------------------------- | ------ | ------------------------- | -- | -- |
| Eredivisie                | 1x     | 1980/81                   |    |    |
| KNVB beker                | 3x     | 1977/78, 1980/81, 1981/82 |    |    |
| Ajax                      |        |                           |    |    |
| Continentaal              |        |                           |    |    |
| European Cup Winners' Cup | 1x     | 1986/87                   |    |    |
| Nationaal                 |        |                           |    |    |
| Eredivisie                | 1x     | 1984/85                   |    |    |
| KNVB beker                | 2x     | 1985/86, 1986/87          |    |    |